# 申州
申州，中國南北朝时设置的州。
南朝齐在義陽（今河南省信阳市）僑置司州，北魏正始元年（504年）北魏中山王元英攻下義陽后，在此处设立郢州。南梁大通二年（528年）北魏郢州刺史元願達以義陽降南梁，南梁在義陽置北司州，後再改称司州。東魏武定六年（548年）、東魏高岳攻下義陽，改置南司州。
北周改南司州设立申州。隋朝大业二年（606年），改申州为义州，大业三年（607年）改义州为义阳郡，治所在义阳县（今河南省信阳市浉河区）。管辖五县：义阳县、鍾山县、罗山县、礼山县、淮源县。唐朝复为申州，属淮南道，辖三县：义阳县、鍾山县、罗山县。宋朝属于淮南西路，北宋初，申州先后改称义阳军、信阳军，军治所不变，辖信阳县（义阳县、鍾山县合并）、罗山县。
信阳沿革：
- 申州 577年-606年，618年-742年，757年-960年
- 义阳军 960年-976年
- 信阳军 976年-1277年
- 信阳州 1278年-1382年，1475年-1913年
- 信阳府 1277年-1278年
- 信阳县 1382年-1475年，1913年-1998年
- 信阳专区 1952年-1970年
- 信阳地区 1970年-1998年
- 信阳市 1998年-

| 唐朝申州辖县 | 唐朝申州辖县                         |
| ------------ | ------------------------------------ |
| 618年        | 义阳县、鍾山县、罗山县、淮源县       |
| 619年        | 义阳县、鍾山县、罗山县（废除淮源县） |
| 621年        | 义阳县、鍾山县（罗山县改属南罗州）   |
| 625年        | 义阳县、鍾山县（罗山县来属）         |

## 刺史
北魏郢州刺史
- 司马悦（504年—505年）
- 娄悦（506年—508年）
- 韩务（509年—510年）
- 邓羡（512年—514年）
- 陆希道（518年—521年）
- 裴询（522年—525年）
- 房叔祖（526年）
- 元愿达（527年—528年）

唐朝申州刺史
- 周宝（唐初）
- 胡演（634年—636年）
- 高士廉（637年）
- 庞廓（644年—646年）
- 赵方海（贞观年间）
- 尔朱义琛（贞观、永徽年间）
- 李素节（659年—666年）
- 长孙涣（唐高宗时）
- 陈元凯（唐高宗时）
- 窦义节（唐高宗时）
- 李融（685年—688年）
- 殷仲容（689年—694年）
- 窦思仁（武周末年）
- 祝钦明（706年）
- 王熊（景龙年间）
- 姚崇（711年）
- 裴趍玄（开元年间）
- 李尚词（开元年间）
- 郭味丘（唐玄宗时）
- 义阳郡太守（742年—758年）
- 李凤（大历年间）
- 阎宷（建中初年）
- 李佐（建中年间）
- 张伯元（787年）
- 王徵（798年）
- 吴少阳（806年—810年）
- 殷彪（817年—819年）
- 卢拱（大和年间）
- 张又新（835年）
- 崔骈（843年）
- 陆绍（851年）
- 裴绅（855年）
- 崔揆（大中年间）
- 李当（873年）
- 卢槃（879年）
- 赵德諲（中和年间）
- 李珽